# ТЕЦ Жерань
ТЕЦ Жерань (Żerań) — теплоелектроцентраль у північній частині польської столиці Варшави, на південній стороні Жераньського каналу неподалік від його з'єднання з Віслою.

## Основне обладнання ТЕЦ

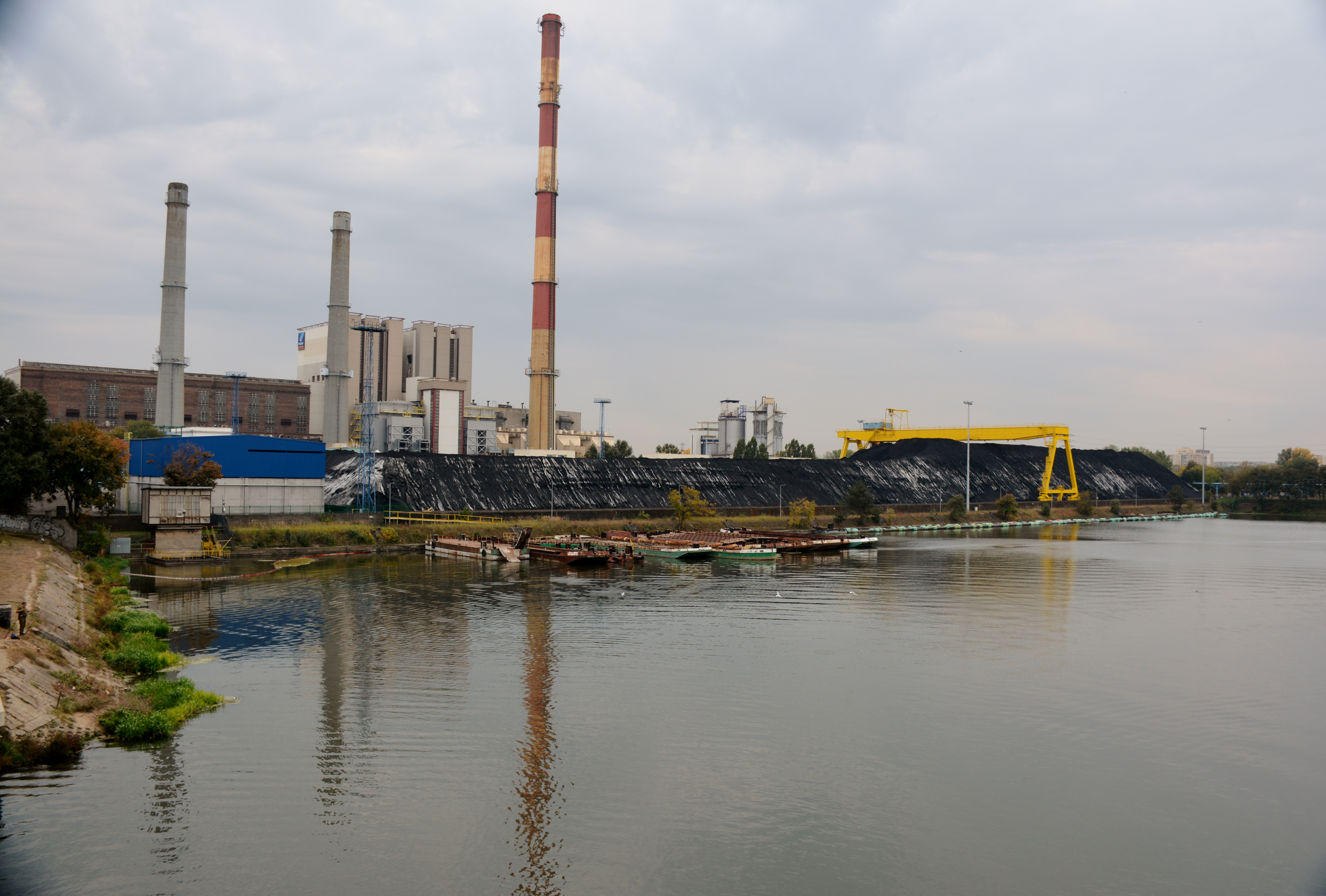
Станція зі сторони Жеранського каналу. На передньому плані склад вугілля

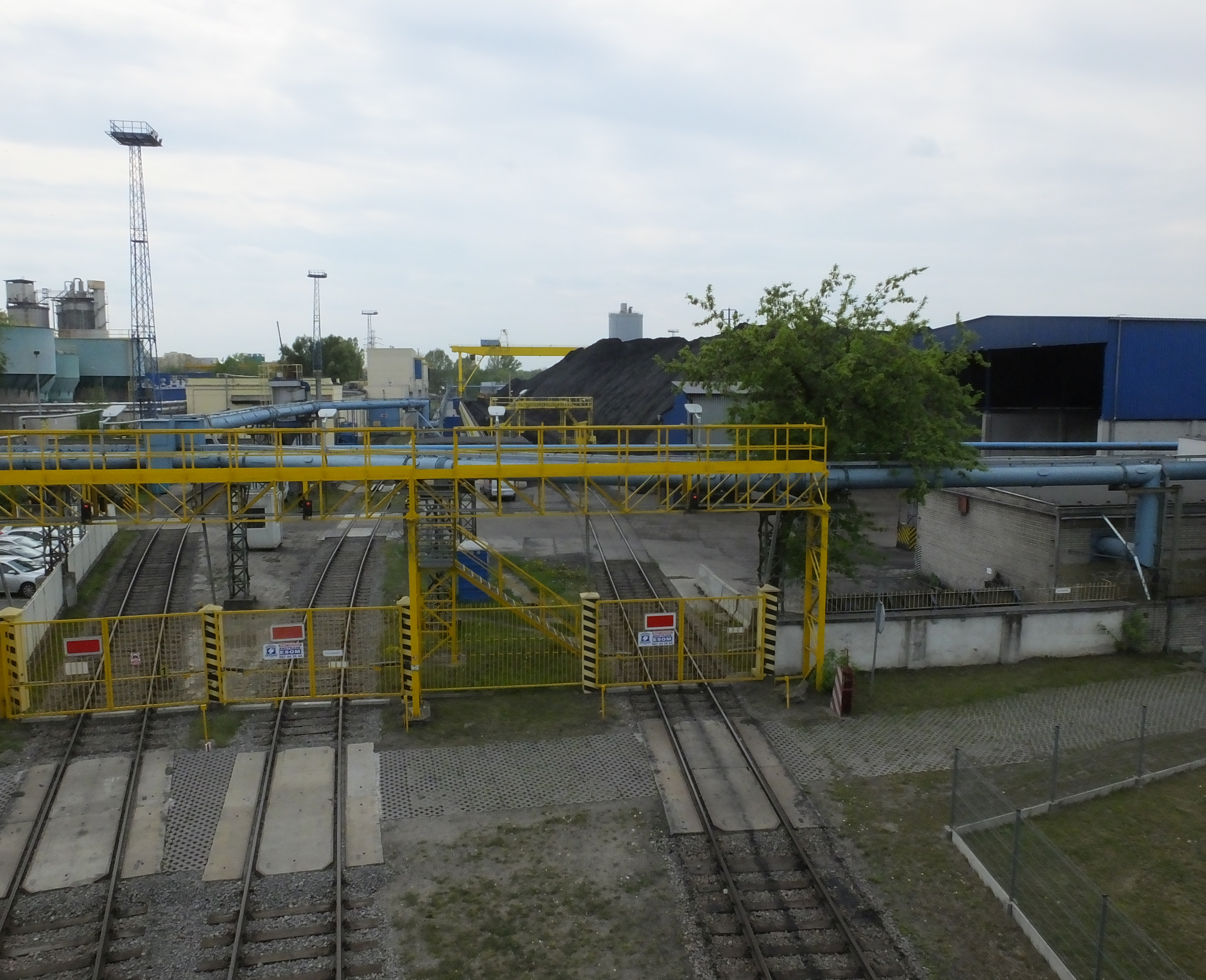
Залізничне господарство і вугільний склад ТЕЦ

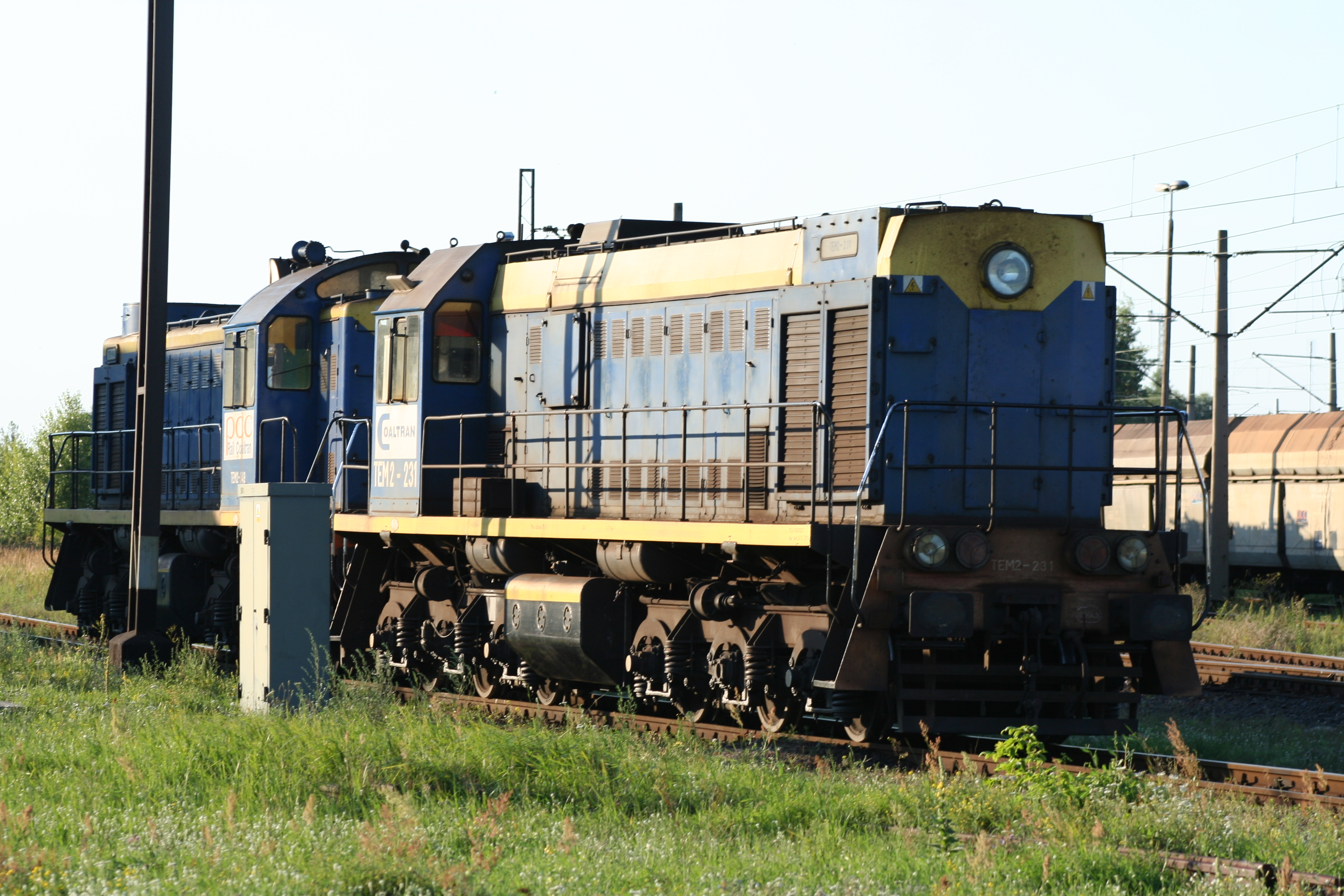
Маневровий тепловоз на коліях ТЕЦ

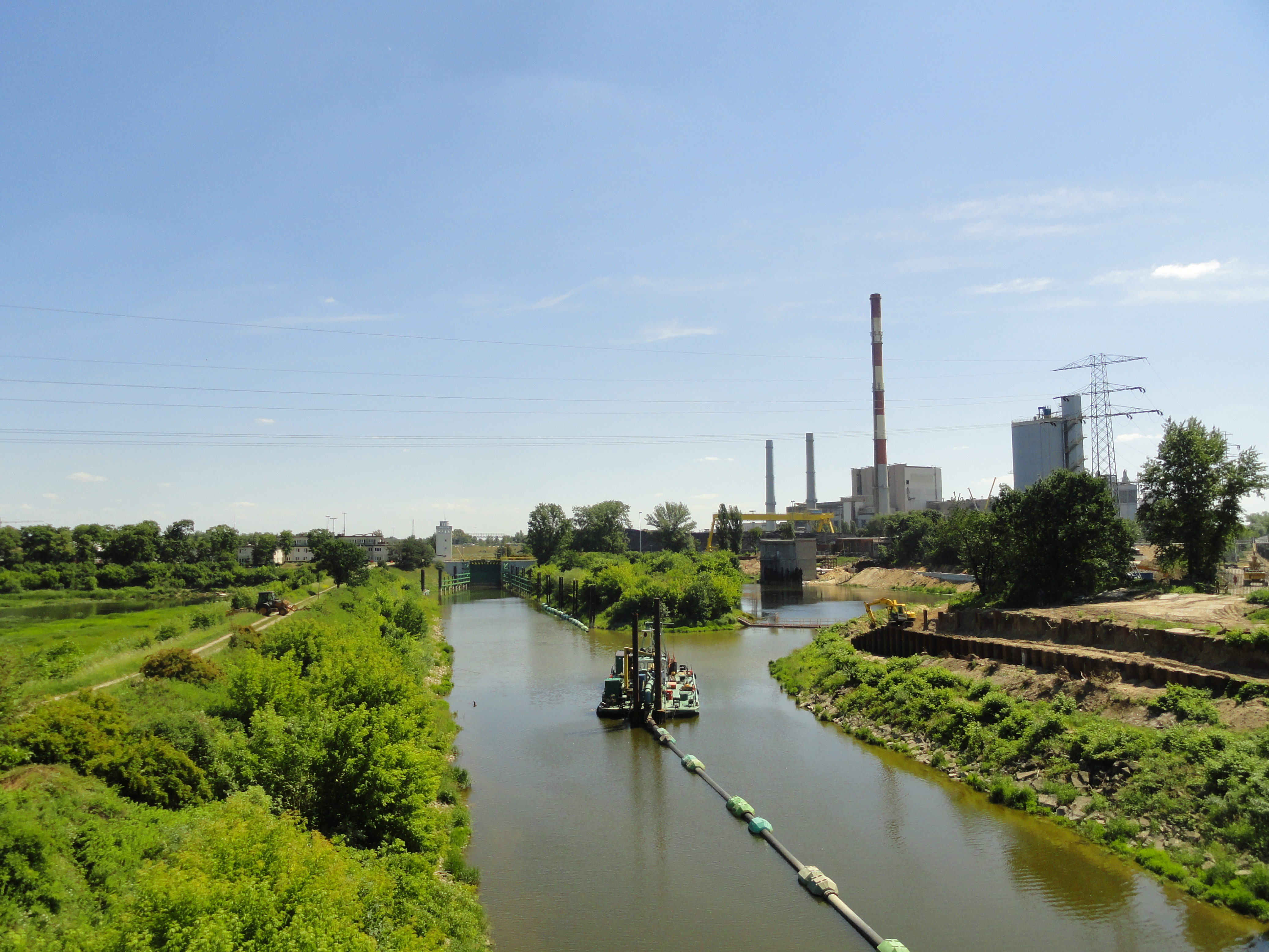
Вид на станцію з пішохідного моста над Жеранським каналом, по якому раніше транспортували золу до золовідвалу

У 1954—1956 роках на майданчику станції ввели в роботу вісім теплофікаційних турбін потужністю по 25 МВ, перші шість з яких типу ВТ-25 постачив Ленінградський механічний завод. Ще дві виготовили в Ельблонзі на підприємстві Zamech, де налагодили випуск турбін TC-25 за переданою з СРСР документацією. Станція мала центральну котельню, у якій встановили сім парових котлів, здатних продукувати 230 тон пари на годину (тип OP-230). Більшість з них була радянського виробництва, проте два надійшло від компанії Rafako з Рацибужа.
У 1962-му додали одну турбіну чехословацького виробництва PTP-35-2B потужністю 28 МВт, а у 1970-му на ТЕЦ стали до ладу восьмий котел типу OP-230, що надійшов від Rafako, та виготовлена Zamech турбіна з протитиском типу Р-20 із показником 30 МВт.
Для покриття пікових навантажень між 1970-м та 1975-м встановили чотири водогрійні котли Rafako WP-120 потужністю по 140 МВт, що дозволило довести теплову потужність ТЕЦ до 1477 МВт.
В 1980-х — на початку 1990-х станція пройшла через певну модернізацію, зокрема, турбіни TC-25 довели до рівня TC-30 із відповідним збільшенням потужності до 30 МВт.
Між 1993 та 1999 роками вивели з експлуатації три котли типу OP-230. Натомість у 1996-му та 2000-му запустили дві котли з псевдозрідженим киплячим шаром OFz450, котрі постачила все та ж рацибузька Rafako. Ці більш потужність пристрої могли продукувати 450 тон пари на годину.
У 2005-му замість старих турбін № 8 та № 9 ввели в експлуатацію турбіну № 11 виробництва німецької Siemens. Цей об'єкт здатен забезпечувати виробництво 97 МВт електричної та 185 МВт теплової енергії. А в 2009-му стала до ладу така саме турбіна № 12, котра замінила старі № 6 та № 7.
Таким чином, електрична потужність ТЕЦ досягла 373 МВт, тоді як теплова склала 1280 МВт.

## Інші споруди станції
ТЕЦ спорудили з розрахунку на використання кам'яного вугілля та природного газу. Останній після Другої світової війни подали до Варшави із Передкарпаття по відгалуженню Центрального газопроводу, а у середині 1960-х стартували поставки українського газу по трубопроводу через Ярослав. Втім, у 1973-му Державна інспекція паливно-енергетичного господарства заборонила використання газу (хоча окремі елементи обладнання збереглись та дозволили ТЕЦ Жерань працювати під час лютої зими 1979-го, коли зупинились інші варшавські теплоцентралі, котрі не могли побороти проблему змерзлого вугілля).
За первісним проектом вугілля повинні були доправляти баржами по Віслі, тому в комплексі зі станцією спорудили Жеранську пристань. Втім, у підсумку доставку палива поклали на залізницю. Що стосується напрацьованої під час роботи котлів золи, то вона транспортувалась до золовідвалу, розташованого дещо більше ніж за кілометр на північний захід від станції на правому березі Вісли. У середині 2010-х почалась рекультивація цього об'єкту, а міст над Жеранським каналом, по якому раніше переправляли золу, перетворили на пішохідний.
Видалення продуктів згоряння забезпечується за допомогою трьох димарів — одного висотою 202 метра та двох висотою по 103 метра.
Для подачі тепла до району Жолібож, розташованого на протилежному, лівому березі Вісли, у 1958-му під річкою проклали тунель довжиною 900 метрів.

## Парогазовий блок та нова котельня

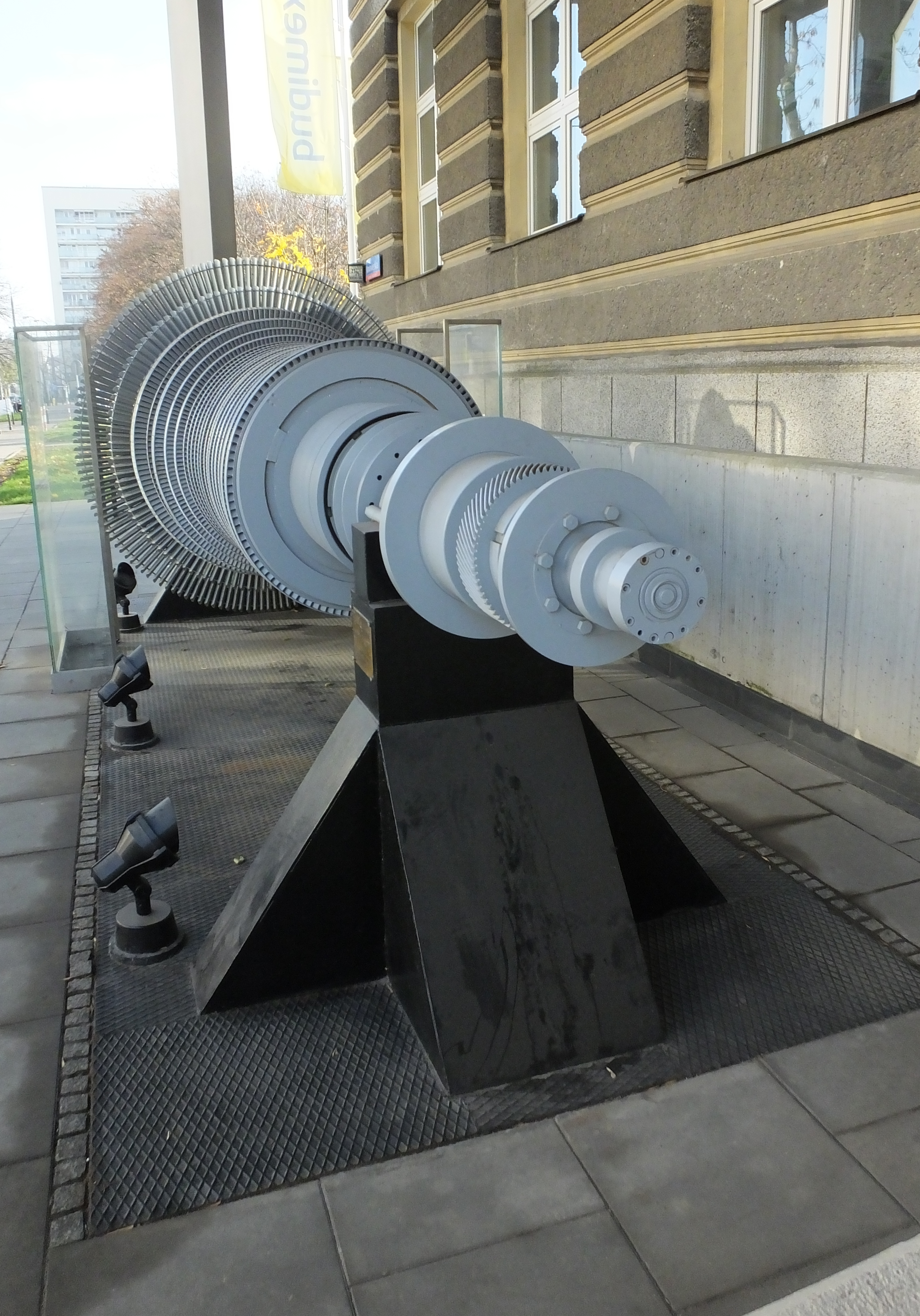
Елемент турбіни ТК-25, демонтованої у 2005 році

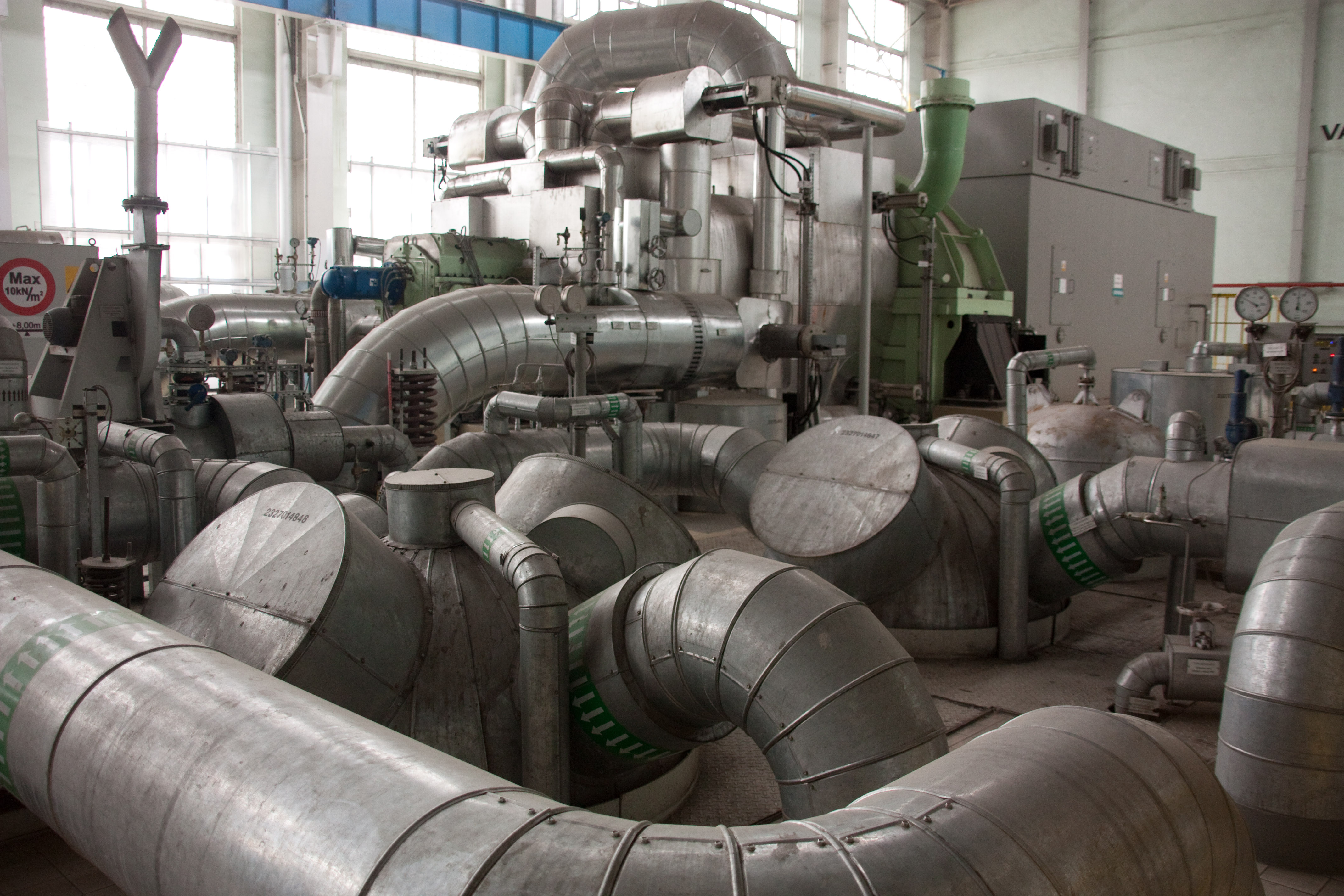
Обладнання ТЕЦ Жерань

Наприкінці 2010-х узялись за спорудженні на станції Жерань сучасного енергоблоку потужністю 496 МВт, котрий використовуватиме технологію комбінованого парогазового циклу. Він буде обладнаний однією газовою турбіною Mitsubishi Hitachi M701F, котра через котел-утилізатор живитиме одну парову турбіну потужністю 172 МВт виробництва Doosan Skoda. Окрім виробництва електроенергії, новий об'єкт матиме теплову потужність 326 МВт. Паливна ефективність блоку при виробництві електроенергії становитиме 54,6 %, а з урахуванням постачання тепла сягатиме 90,9 %.
Також споруджується нова котельня із щонайменше чотирма водогрійними котлами — трьома потужністю по 130 МВт та одним з показником 260 МВт.
Планується, що парогазовий блок споживатиме 0,5 млрд м3 природного газу на рік. Хоча введення об'єкту заплановане на грудень 2021 року, проте у 2019-му вже завершили газопровід-перемичку від компресорної станції Рембельщизна (газотранспортний коридор Ярослав – Варшава – Гданськ). Вона має довжину 10,5 км та виконана в діаметрі 500 мм. Трубопровід проходить під землею на глибині не менше 1,7 метра, а у трьох місцях прокладений під ложем Жеранського каналу (в одному з пунктів траси його довелось заглибити на 22 метра). Першими споживачами газу стали три нові водогрійні котли потужністю по 130 МВт.
Після введення парогазового блоку вугільні котли відіграватимуть роль резервних.